# Festival international du film de Toronto 2014
Le festival international du film de Toronto 2014, la 39e édition du festival (39th annual Toronto International Film Festival ou TIFF), s'est déroulé du 4 au 14 septembre 2014.
Le festival a été ouvert par Le Juge de David Dobkin, avec Robert Downey Jr. et Robert Duvall ; il a été conclu par le film britannique Les Jardins du roi, deuxième réalisation de l'acteur Alan Rickman, avec Kate Winslet et Matthias Schoenaerts.
La première partie de la sélection a été annoncée le 22 juillet, ; une seconde partie a été dévoilée le 12 août.
La 39e édition du TIFF a récompensé le film américain The Imitation Game par le People's Choice Award, avec Benedict Cumberbatch dans le rôle d'Alan Turing, et a couronné Félix et Meira de Maxime Giroux par le prix du meilleur film canadien.

## Palmarès
| Prix                                       | Attribué à                                                     | Pays                        |
| ------------------------------------------ | -------------------------------------------------------------- | --------------------------- |
| People's Choice Award                      | The Imitation Game de Morten Tyldum                            | États-Unis                  |
| People's Choice Award « Documentary »      | Beats of the Antonov de Hajooj Kuka                            | Afrique du Sud              |
| People's Choice Award « Midnight Madness » | Vampires en toute intimité de Taika Waititi et Jemaine Clement | Nouvelle-Zélande États-Unis |
| Meilleur film canadien                     | Félix et Meira de Maxime Giroux                                | Canada                      |
| Meilleur court métrage canadien            | The Weatherman and the Shadowboxer de Randall Okita            | Canada                      |
| Meilleur premier film canadien             | Bang Bang Baby de Jeffrey St. Jules                            | Canada                      |
| Prix FIPRESCI « Special Presentations »    | Time Out of Mind d'Oren Moverman                               | États-Unis                  |
| Prix FIPRESCI « Discovery »                | Qu'Allah bénisse la France d'Abd Al Malik                      | France                      |
| Prix NETPAC                                | Margarita, with a Straw de Shonali Bose                        | Inde                        |
| Meilleur court métrage international       | Un seul corps de Sotiris Dounoukos                             | France Australie            |

## Sélection

### Gala Presentations
- Black and White de Mike Binder  États-Unis
- Le Virtuose (Boychoir) de Francois Girard  États-Unis
- La French de Cédric Jimenez  France  Belgique
- The Equalizer de Antoine Fuqua  États-Unis
- Paradise Lost (Escobar: Paradise Lost) de Andrea Di Stefano  Espagne  France
- L'Affaire Monet (The Forger) de Philip Martin  États-Unis
- Foxcatcher de Bennett Miller  États-Unis
- Sea Fog : Les Clandestins (해, Haemoo) de Shim Sung-bo  Corée du Sud
- Infinitely Polar Bear de Maya Forbes  États-Unis
- Le Juge (The Judge) de David Dobkin  États-Unis
- Girls Only (Laggies) de Lynn Shelton  États-Unis
- Les Jardins du roi (A Little Chaos) de Alan Rickman  Royaume-Uni
- Maps to the Stars de David Cronenberg  Canada  Allemagne
- Une nouvelle amie de François Ozon  France
- Le Prodige (Pawn Sacrifice) d'Edward Zwick  États-Unis
- The Riot Club de Lone Scherfig  Royaume-Uni
- Ruth et Alex de Richard Loncraine  États-Unis
- Samba de Olivier Nakache et Éric Toledano  France
- C'est ici que l'on se quitte (This Is Where I Leave You) de Shawn Levy  États-Unis
- Wild de Jean-Marc Vallée  États-Unis[7]

### Special Presentations
- 99 Homes de Ramin Bahrani  États-Unis
- Braquage à l'américaine de Sarik Andreassian  États-Unis
- Before We Go de Chris Evans  États-Unis
- Breakup Buddies de Ning Hao  Chine
- Cake de Daniel Barnz  États-Unis
- Clouds of Sils Maria de Olivier Assayas  Allemagne  France  Suisse
- The Cobbler de Tom McCarthy  États-Unis
- Coming Home (歸來, Gui Lai) de Zhang Yimou  Chine
- The Dead Lands (Hautoa) de Toa Fraser  Nouvelle-Zélande  Royaume-Uni
- Don't Go Breaking My Heart 2 (单身男女2, Dān Shēn Nán Nǚ Er) de Johnnie To  Chine  Hong Kong
- The Drop de Michaël R. Roskam  États-Unis
- Eden de Mia Hansen-Løve  France
- La Chanson de l'éléphant (Elephant Song) de Charles Binamé  Canada
- An Eye for Beauty de Denys Arcand  Canada
- Far From Men de David Oelhoffen  France
- Force majeure (Turist) de Ruben Östlund  Suède  Norvège  Danemark  France
- The Gate (Le Temps des aveux) de Régis Wargnier  France
- Gemma Bovery de Anne Fontaine  France
- Gentlemen de Mikael Marcimain  Suède
- Gomorrah (Gomorra) de Stefano Sollima  Italie
- Good Kill de Andrew Niccol  États-Unis
- The Good Lie de Philippe Falardeau  États-Unis
- Hector et la Recherche du bonheur (Hector and the Search for Happiness) de Peter Chelsom  Allemagne  Canada
- Human Highway de Bernard Shakey et Dean Stockwell  États-Unis
- The Humbling de Barry Levinson  États-Unis
- Hungry Hearts de Saverio Costanzo  Italie
- Isolée (October Gale) de Ruba Nadda  Canada
- Imitation Game de Morten Tyldum  États-Unis
- Le Prophète (Kahlil Gibran's The Prophet) de Joann Sfar, Tomm Moore, Bill Plympton, Roger Allers, Gaëtan Brizzi, Paul Brizzi, Joan Gratz, Mohammed Saeed Harib, Nina Paley, Michal Socha  Canada  France  Liban  Qatar  États-Unis
- The Keeping Room de Daniel Barber  États-Unis
- The Last Five Years de Richard LaGravenese  États-Unis
- Permis d'aimer (Learning to Drive) de Isabel Coixet  États-Unis
- Love and Mercy de Bill Pohlad  États-Unis
- Madame Bovary de Sophie Bates  États-Unis  Belgique  Allemagne
- Manglehorn de David Gordon Green  États-Unis
- Mary Kom de Omung Kumar  Inde
- Men, Women & Children de Jason Reitman  États-Unis
- Mademoiselle Julie (Miss Julie) de Liv Ullmann  Norvège  Royaume-Uni  Irlande
- Mommy de Xavier Dolan  Canada
- Mr. Turner de Mike Leigh  Royaume-Uni
- My Old Lady de Israel Horovitz  États-Unis
- Ned Rifle de Hal Hartley  États-Unis
- Night Call (Nightcrawler) de Dan Gilroy  États-Unis
- Pasolini de Abel Ferrara  France  Italie  Belgique
- Phoenix de Christian Petzold  Allemagne
- Preggoland de Jacob Tierney  Canada
- Pride de Matthew Warchus  Royaume-Uni
- Hors de portée (Beyond The Reach) de Jean-Baptiste Leonetti  États-Unis
- Red Amnesia (Chuangru Zhe) de Wang Xiaoshuai  Chine
- Return to Ithaca (Retour à Ithaque) de Laurent Cantet  France
- La Revanche des dragons verts de Andrew Lau et Andrew Loo  États-Unis
- Roger Waters: The Wall de Sean Evans et Roger Waters  Royaume-Uni
- Rosewater de Jon Stewart  États-Unis
- The Search de Michel Hazanavicius  France
- A Second Chance (En chance til) de Susanne Bier  Danemark
- Shelter de Paul Bettany  États-Unis
- The Sound and the Fury de James Franco  États-Unis
- St. Vincent de Paul Bettany  États-Unis
- Still Alice de Richard Glatzer et Wash Westmoreland  États-Unis
- Une merveilleuse histoire du temps (The Theory of Everything) de James Marsh  Royaume-Uni  États-Unis
- Trois Cœurs de Benoît Jacquot  France
- Time Out of Mind de Oren Moverman  États-Unis
- Top Five de Chris Rock  États-Unis
- Two Days, One Night (Deux jours, une nuit) de Jean-Pierre et Luc Dardenne  France  Italie  Belgique
- Welcome to Me de Shira Piven (en)  États-Unis
- While We're Young de Noah Baumbach  États-Unis
- Whiplash de Damien Chazelle  États-Unis
- Les Nouveaux Sauvages (Relatos salvajes) de Damián Szifrón  Argentine  Espagne[8]

### TIFF Docs
- Beats of the Antonov de Hajooj Kuka  Afrique du Sud
- I Am Here de Lixin Fan  Chine
- Iraqi Odyssey de Samir  Irak  Suisse  Allemagne  Émirats arabes unis
- The Look of Silence de Joshua Oppenheimer  Danemark  Indonésie  Norvège  Finlande  Royaume-Uni
- Merchants of Doubt de Robert Kenner  États-Unis
- Monsoon de Sturla Gunnarsson  Canada
- National Diploma (Examen d'État) de Dieudo Hamadi  République démocratique du Congo  France
- National Gallery de Frederick Wiseman  France  États-Unis
- Natural Resistance de Jonathan Nossiter  Italie  France
- Le Prix à payer (The price we pay) de Harold Crooks  Canada
- Red Army de Gabe Polsky  États-Unis  Russie
- Roger et moi (Roger & Me) de Michael Moore  États-Unis
- Seymour: An Introduction de Ethan Hawke  États-Unis
- Silvered Water, Syria Self-Portrait (ماء الفضة) de Ossama Mohammed et Wiam Simav Bedirxan  Syrie  France
- Sunshine Superman de Marah Strauch  États-Unis  Norvège  Royaume-Uni
- Tales of the Grim Sleeper de Nick Broomfield  États-Unis  Royaume-Uni
- This Is My Land de Tamara Erde  France
- Les 18 fugitives (The Wanted 18) de Amer Shomali et Paul Cowan  Canada  Palestine  France
- The Yes Men Are Revolting (en) de Laura Nix et the Yes Men  États-Unis[9]

### Contemporary World Cinema
- Aire libre de Anahí Berneri  Argentine
- Les Âmes noires (Anime nere) de Francesco Munzi  Italie
- Amour fou de Jessica Hausner  Australie  Luxembourg  Allemagne
- Behavior (Conducta) de Ernesto Daranas  Cuba
- Bird People de Pascale Ferran  France
- Breathe (Respire) de Mélanie Laurent  France
- Charlie's Country de Rolf de Heer  Australie
- Cut Snake de Tony Ayres  Australie
- The Dark Horse de James Napier Robertson  Nouvelle-Zélande
- Don't Breathe (La Faille) de Nino Kirtadzé  France
- The Farewell Party (Mita Tova) de Sharon Maymon et Tal Granit  Allemagne  Israël
- Felix and Meira (Félix et Meira) de Maxime Giroux  Canada
- Frailer (Brozer) de Mijke de Jong  Pays-Bas
- Gett: The Trial of Viviane Amsalem (Gett, le procès de Viviane Amsalem) de Ronit Elkabetz et Shlomi Elkabetz  France  Allemagne  Israël
- Girlhood (Bande de filles) de Céline Sciamma  France
- The Grump (Mielensäpahoittaja) de Dome Karukoski  Finlande
- Heartbeat de Andrea Dorfman  Canada
- Le Beau Monde de Julie Lopes-Curval  France
- Impunity de Jyoti Mistry  Afrique du Sud
- Crosswind : La Croisée des vents (Risttuules) de Martti Helde  Estonie
- Itsi Bitsi de Ole Christian Madsen  Danemark  Croatie  Suède
- Justice (Hustisya) de Joel Lamangan  Philippines
- Kabukicho Love Hotel (Sayonara Kabukicho) de Ryūichi Hiroki  Japon
- Kill Me Three Times de Kriv Stenders  Australie
- Labyrinth of Lies (Im Labyrinth des Schweigens) de Giulio Ricciarelli  Allemagne
- Il giovane favoloso de Mario Martone  Italie
- The Lesson (Urok) de Kristina Grozeva et Petar Valtchanov  Bulgarie  Grèce
- Li'l Quinquin (P'tit Quinquin) de Bruno Dumont  France
- Love in the Time of Civil War (L'Amour au temps de la guerre civile) de Rodrigue Jean  Canada
- Lulu de Luis Ortega  Argentine
- Margarita, with a Straw de Shonali Bose  Inde
- Meet Me in Montenegro de Alex Holdridge et Linnea Saasen  Allemagne  États-Unis  Norvège
- Men Who Save the World (Lelaki Harapan Dunia) de Liew Seng Tat  Malaisie  Pays-Bas  France  Allemagne
- Mirage (Délibáb) de Szabolcs Hajdu  Slovaquie  Hongrie
- Modris de Juris Kursietis  Lettonie  Allemagne  Grèce
- Not My Type (Pas son genre) de Lucas Belvaux  Belgique  France
- Out of Nature (Mot naturen) de Ole Giæver  Norvège
- The Owners de Adilkhan Yerzhanov  Kazakhstan
- Partners in Crime (Kong Feng) de Chang Jung-Chi  Taïwan
- The Reaper (Kosac) de Zvonimir Jurić  Croatie  Slovénie
- Red Rose de Sepideh Farsi  France  Grèce  Iran
- Sand Dollars (Dólares de Arena) de Laura Amelia Guzmán et Israel Cárdenas  République dominicaine  Argentine  Mexique
- Still the Water (Futatsume no mado) de Naomi Kawase  Japon
- Tales (Ghesseha) de Rakhshan Bani-E'temad  Iran
- Teen Lust de Blaine Thurier  Canada
- Today (Emrouz) de Reza Mirkarimi  Iran
- Tokyo Fiancée de Stefan Liberski  Belgique  Canada  France
- Tour de Force (Hin und weg) de Christian Zübert  Allemagne
- Tu dors Nicole de Stéphane Lafleur  Canada
- Two Shots Fired (Dos disparos) de Martín Rejtman  Argentine  Chili  Pays-Bas  Allemagne
- La Vallée (Al-Wadi) de Ghassan Salhab  France  Allemagne  Liban  Qatar
- Venice (Venecia) de Kiki Álvarez  Cuba  Colombie
- Voice Over (La Voz en Off) de Cristián Jiménez  Chili
- Where I Am King (Hari ng Tondo) de Carlos Siguion-Reyna  Philippines
- Who Am I: Kein System ist sicher de Baran bo Odar  Allemagne
- Xenia (Ξενία) de Pános Koútras  Grèce  France  Belgique[10]

### Masters
- 1001 Grammes de Bent Hamer  Norvège  Allemagne  France
- A Pigeon Sat on a Branch Reflecting on Existence (En Duva Satt På en Gren och Funderade På Tillvaron) de Roy Andersson  Suède Norvège  France  Allemagne
- L'Affaire Jessica Fuller (The Face of an Angel) de Michael Winterbottom  Royaume-Uni
- Foreign Body (Obce Cialo) de Krzysztof Zanussi  Royaume-Uni
- The Golden Era (Huang jin shi dai) de Ann Hui  Chine  Hong Kong
- Goodbye to Language (Adieu au langage) de Jean-Luc Godard  France
- Hill of Freedom (Jayueui onduk) de Hong Sang-soo  Corée du Sud
- Léviathan (Левиафан, Leviafan) de Andreï Zviaguintsev  Russie
- Murder in Pacot (Meurtre à Pacot) de Raoul Peck  Haïti
- Revivre (화장, Hwajang) de Im Kwon-taek  Corée du Sud
- Timbuktu de Abderrahmane Sissako  Mauritanie  France
- Trick of Treaty? de Alanis Obomsawin  Canada
- Winter Sleep (Kış Uykusu) de Nuri Bilge Ceylan  Turquie[11]

### Discovery
- Backcountry de Adam MacDonald  Canada
- Bang Bang Baby de Jeffrey St. Jules  Canada
- Big Muddy de Jefferson Moneo  Canada
- Corbo de Mathieu Denis  Canada
- Guidance de Pat Mills  Canada
- In Her Place de Albert Shin  Canada  Corée du Sud
- Red Alert de Barry Avrich  Canada
- Songs She Wrote About People She Knows de Kris Elgstrand  Canada
- The Valley Below de Kyle Thomas  Canada
- We Were Wolves de Jordan Canning  Canada
- Wet Bum de Lindsay MacKay  Canada[12]

### Vanguard
- Alleluia de Fabrice Du Welz  France  Belgique
- The Duke of Burgundy de Peter Strickland  Royaume-Uni
- Goodnight Mommy de Veronika Franz et Severin Fiala  Autriche
- Hyena de Gerard Johnson  Royaume-Uni
- Luna de Dave McKean  Royaume-Uni
- Over Your Dead Body (KUIME) de Takashi Miike  Japon
- Shrew's Nest (Musarañas) de Juanfer Andrés et Esteban Roel  Espagne
- Spring de Justin Benson et Aaron Moorhead  États-Unis
- They Have Escaped (He ovat paenneet) de JP Valkeapää  Finlande  Pays-Bas
- Waste Land de Pieter Van Hees  Belgique
- The World of Kanako (Kawaki) de Tetsuya Nakashima  Japon[13]

### Midnight Madness
- Big Game de Jalmari Helander  Finlande  Allemagne  Royaume-Uni
- Cub (Welp) de Jonas Govaerts  Belgique
- The Editor de Matthew Kennedy et Adam Brooks  Canada
- Electric Boogaloo: The Wild, Untold Story of Cannon Films de Mark Hartley  Australie
- It Follows de David Robert Mitchell  États-Unis
- [REC]4 Apocalypse de Jaume Balagueró  Espagne
- The Guest de Adam Wingard  États-Unis
- Tokyo Tribe de Sion Sono  Japon
- Tusk de Kevin Smith  États-Unis
- Vampires en toute intimité (What We Do in the Shadows) de Taika Waititi et Jemaine Clement  Nouvelle-Zélande  États-Unis[14]

### Short Cuts Canada
- Ma Moulton et moi de Torill Kove
- CODA de Denis Poulin et Martine Époque
- The Weatherman and the Shadowboxer de Randall Okita
- Around Is Around and O Canada de Norman McLaren et Evelyn Lambart
- What Doesn't Kill You de Rob Grant